# Rio Acaraí (vattendrag i Brasilien)
Rio Acaraí är ett vattendrag i Brasilien.   Det ligger i delstaten Pará, i den centrala delen av landet, 1 600 km norr om huvudstaden Brasília.
I omgivningarna runt Rio Acaraí växer i huvudsak städsegrön lövskog. Trakten runt Rio Acaraí är nära nog obefolkad, med mindre än två invånare per kvadratkilometer.